# ديل (لاعب كرة قدم)
ديل (بالبرتغالية: Dill) هو لاعب كرة قدم برازيلي، ولد في 4 مارس 1974 في ساو لويز في البرازيل. لعب مع أولمبيك مارسيليا وبوتافوغو ريغاتاس ونادي باهيا ونادي برازيليا ونادي ساو باولو ونادي سودوفا ماريامبوله ونادي سيرفيت ونادي غوياس ونادي فلامنغو ونادي فلومينينسي.

## وصلات خارجية
- ديل على موقع قاعدة بيانات كرة القدم.إي يو (الإنجليزية)